# Championnats du monde de cyclisme sur piste 1932
Navigation
Bruxelles 1931 Paris 1933
Les Championnats du monde de cyclisme sur piste 1932 ont eu lieu du 27 août au 4 septembre à Rome, en Italie,.

## Résultats

### Podiums professionnels
| Compétition | Or                      | Argent                  | Bronze                  |
| ----------- | ----------------------- | ----------------------- | ----------------------- |
| Vitesse     | Jef Scherens Belgique   | Lucien Michard France   | Mathias Engel Allemagne |
| Demi-fond   | Georges Paillard France | Walter Sawall Allemagne | Erich Möller Allemagne  |

### Podiums amateurs
| Compétition | Or                       | Argent                      | Bronze                |
| ----------- | ------------------------ | --------------------------- | --------------------- |
| Vitesse     | Albert Richter Allemagne | Nino Mozzo Royaume d'Italie | Franz Dusika Autriche |

L'allemand Willi Frach (de) se classe 3e. Il est ensuite déclassé par L'UCI car Frach est un ancien professionnel requalifié par sa fédération.

## Tableau des médailles
| Rang | Nation    | Or | Argent | Bronze | Total |
| ---- | --------- | -- | ------ | ------ | ----- |
| 1    | Allemagne | 1  | 1      | 2      | 4     |
| 2    | France    | 1  | 1      | 0      | 2     |
| 3    | Belgique  | 1  | 0      | 0      | 1     |
| 4    | Italie    | 0  | 1      | 0      | 1     |
| 3    | Autriche  | 0  | 0      | 1      | 1     |

## Liste des engagés
D'après L'Auto,  15 nations de représentées
- Vitesse des professionnels
  -  Allemagne. — Mathias Engel, Peter Steffes
  -  Belgique. — Jef Scherens
  -  Danemark. — W. Falk Hansen, Helge Harder
  -  France. — Lucien Michard, Lucien Faucheux, Louis Gérardin
  -  Italie.  — Avanti Martinetti, Francesco Malatesta, Edoardo Severgnini
  -  Pays-Bas. — Peter Moeskops
  -  Pologne. — Henryk Szamota
  -  Suisse. — Emil Richli
  -  États-Unis. — Willie Honeman

- Vitesse amateurs
  -  Allemagne. — Albert Richter, Hans Dash
  -  Autriche : Franz Dusika,  August Schaffer
  -  Belgique. — Thomas
  -  Danemark :  Anker Meyer Andersen, Rei Andersen
  -  France : Louis Chaillot, Maurice Perrin, Roland Ulrich
  -  Hongrie. — Imre Győrffy, Polvast
  -  Italie : Nino Mozzo, Carlo Bonfanti, Benedetto Pola
  -  Pays-Bas. — Jacobus van Egmond, Leene
  -  Suisse. — Charles Ingold, Werner Waegelin

- Demi-fond
  -  Allemagne. — Walter Sawall, Erich Möller
  -  Autriche. — Franz Dusika
  -  Belgique. — Victor Linart, Emile Thollembeek
  -  France — Georges Paillard, Charles Lacquehay
  -  Italie.  — Federico Gay, Mario Bergamini[6]
  -  Pays-Bas. — John Schlebaum, Albertus De Graaf
  -  Suisse — Alfred Rüegg, Henri Suter
  -  Hongrie. — Bela Szekeres
  -  Royaume-Uni. — Harry Grant